# Latte (Einheit)
Latte war ein französisches Längenmaß in Bordeaux.
- 1 Latte = 7 Pieds de Roi = 2,497 Meter ≈ 2,5 Meter

Als Flächenmaß 1 Latte carrée = 6,236 Quadratmeter